# Масур
Масу́р или Кале́-Мансу́р (перс. ماسور‎) — город на западе Ирана, в провинции Лурестан. Входит в состав шахрестана Хорремабад и является юго-западным пригородом его одноимённого центра.
На 2006 год население составляло 15 037 человек.

## География
Город находится в центральной части Лурестана, в горной местности центрального Загроса, на высоте 1 184 метров над уровнем моря.
Масур расположен на расстоянии приблизительно 700 метров к юго-западу от Хорремабада, административного центра провинции и на расстоянии 365 километров к юго-западу от Тегерана, столицы страны.